# Neire Mâove
La Goélette du Cotentin Neire Mâove, est une goélette avec un mât de tapecul à livarde, à coque bois, construite en 1991-1992 dans un chantier naval éphémère à Barneville-Carteret  dans le Cotentin. Un hangar provisoire fut édifié pour suivre l'évolution de la fabrication traditionnelle par un chantier naval déplacé.

## Histoire
C'est à l'initiative de l'association Vieux gréements en côte des Isles qu'une goélette du Cotentin est construite comme réplique sur les plans de la goélette Lilian de Guernesey, basée à Saint-Pierre-Port. Elle avait été construite par Henri Bisson en 1850. Elle était utilisée pour la pêche en haute mer, mais aussi comme bateau-pilote. 
La goélette du Cotentin Neire Mâove (« mouette noire » en patois normand) représente cette ancienne famille de bateaux et cumule tous les perfectionnements technologiques acquis avant l'arrêt de sa fabrication, dans les années 1930. 
Elle a été réalisée dans le cadre du concours « Bateaux du patrimoine des côtes de France » organisé par le magazine Chasse-Marée à l'occasion du rassemblement de gréements traditionnels des fêtes maritimes de Brest de 1992.
Neire Mâove fut lancé le 4 juillet 1992. Bateau adapté à la haute mer, mais également à l'échouage dans les ports et les havres de la côte normande, il navigue, au départ de Carteret, sur les côtes du Cotentin, dans les îles Anglo-Normandes, ainsi qu'en Bretagne ou en Angleterre. 
Neire Mâove peut accueillir 20 passagers en journée, en plus de l'équipage. Avec 8 couchettes simples (dont deux réservées aux enfants) et 2 couchettes doubles, il propose aussi des croisières de plusieurs jours pour 12 passagers.
Il a été labellisé Bateau d'intérêt patrimonial en 2015.

## Autres caractéristiques
C'est une goélette à voile aurique de 180 m2 de voilure. Le gréement se déploie sur trois mâts : le mât de misaine à l'avant avec la misaine et le grand foc, le grand mât au centre avec le taillevent (grand voile) et la voile de flèche, et le mât de tapecul à l'arrière avec la voile de tapecul à livarde. La photo le montre "au tiers" !  